# سند زنده
سند زنده فیلمی به کارگردانی  و نویسندگی اصغر بیچاره ساختهٔ سال ۱۳۵۹ است.

## بازیگران
- محمدتقی کهنمویی